# Rio Poxte
Rio Poxte é um rio centro-americano da Guatemala.